# Kingdom Come: Deliverance
Kingdom Come: Deliverance je akční hra na hrdiny z roku 2018 vyvinutá českou společností Warhorse Studios, kterou spoluvydala rakouská firma Deep Silver. Jde o vůbec první hru tohoto studia. Děj titulu je zasazený do českých zemí na začátku 15. století, do oblasti s městy Sázava, Rataje nad Sázavou a Stříbrná Skalice. 
Hra vyšla 13. února 2018 ve variantách pro Windows a konzole PlayStation 4 a Xbox One. Hra byla komerčně úspěšná, do roku 2024 se prodalo více než 6 mil. kopií. Obdržela také pozitivní recenze.
Pokračování Kingdom Come: Deliverance II vyšlo 4. února 2025.

## Hratelnost
Kingdom Come: Deliverance je realistická a historická akční hra na hrdiny z pohledu první osoby s otevřeným světem. 
Některé prvky, které hra obsahuje:
- Téměř vše viděno z pohledu hlavního hrdiny. Podobně jako ve hrách typu first-person shooter vidí hrdina své vlastní ruce a tělo při různých činnostech nebo sklonění pohledu. Hra se však automaticky přepíná do pohledu třetí osoby při většině dialogů a při některých činnostech, jako například zakončení soubojů nebo trhání rostlin.
- Právní systém, který ovlivňuje průchod hrou, herní ekonomiku a chování postav.[6]
- Jízda na koni a jeho umělá inteligence. Hráčův kůň dokáže přiběhnout na přivolání, odmítnout poslušnost, když hráčův příkaz vyhodnotí jako nevhodný uposlechnutí, může i postupovat na vyšší úrovně, nezávisle na hlavní postavě, má vlastní statistiky, schopnosti, inventář a také 5 slotů pro brnění.[7]
- Minihry založené na zkušenosti hráče. Jedná se například o ostření meče, oprava zbraní, vytváření jedů, páčení zámků, apod.
- Studiem vytvořený systém NPC a jejich umělé inteligence, založený na jejich prioritách, potřebách a dalších proměnných a faktorech. Každá nehratelná postava ve hře má svůj „život“ – svou funkci v herním světě, svůj denní cyklus, mj. potřebu jíst, spát, pracovat, …
- Soubojový systém – velký důraz kladen na šerm, dále používání střelných zbraní jako luky, speciální zbraně jako válečná kladiva a jiná.
- Velké bitvy, kterých se hrdina může zúčastnit jako řadový voják.
- Žádné nadpřirozené síly, žádná magie, žádní draci. Hra však obsahuje easter eggy v podobě pohádkových bytostí (například čarodějnice na koštěti), se kterými ale není možná interakce.

## Děj
Příběh se odehrává roku 1403, český král Václav IV. je v zajetí a jeho bratr Zikmund usiluje o ovládnutí Českého království. Hra vypráví o Jindřichovi, který se svou rodinou žije ve Skalici. Jeho otec Martin ho jednoho obyčejného dne vyšle pro uhlí, pivo a záštitu na výrobu meče pro místního pána, Racka Kobylu. Sám Racek se ve společnosti uherského šlechtice v Zikmundových službách Ištvána Tótha přijde na výrobu meče podívat. Poté, co oba odejdou, se na obzoru objeví Zikmundova armáda vedená Markvartem z Úlic (Markvart von Aulitz) a složená mimo jiné z kočovného kmene Kumánů usazeného v Uhrách, která bez varování zaútočí na Skalici a začne ji plenit. Martin (Jindřichův otec) řekne Jindřichovi, aby vzal meč a věci z truhly v jejich domě a utíkal do hradu, on že mezitím dojde pro jeho matku. Cestou k hradu ovšem vidí, jak jsou jeho rodiče zabiti. Sám doběhnout do hradu nestíhá, dá na křičící stráže, vezme si koně a vyráží na Talmberk varovat tamější pány o nebezpečí, které je může čekat.
Jindřich, i přes silná zranění, na Talmberk nakonec dojede a informuje pana Diviše a vojenského velitele Bořka. V noci talmberští zpozorují Racka a další přeživší masakru odcházející ze Skalice. Skalický pán pak Divišovi vypoví, jak díky nepozornosti Zikmundovy armády utekli. Jindra se panu Rackovi svěří se svým plánem odjet zpět do Skalice a pohřbít své rodiče, aby tam jen tak nehnili. Proti tomu se však Racek tvrdě ohradí a žádá talmberského pána, aby Jindřichův odchod z Talmberka nedopustil. To se mu nepodaří a Jindřich uteče do Skalice. Zde ho však čeká nepříjemné setkání s banditou Prckem, ten ho omráčí a vezme mu meč, který měl být pro Racka. V poslední vteřině se na Prcka chystajícího se dát smrtelnou ránu vrhnou Divišovi vojáci a Jindřich přežije. Je pak převezen Terezou, jeho kamarádkou ze Skalice, do Ratají, kde se léčí u jejího strýčka, mlynáře Peška.
Po uzdravení se dává do Rackovy služby, který zatím žije u ratajského pána – Hanuše z Lipé. V rámci své služby se Jindřich snaží napravit situaci s lapky a Kumány v místním kraji. Jindřich se setkává i s budoucím pánem Ratají, Janem Ptáčkem, který ho ze začátku vůbec nemá v oblibě, ale to jen do doby, kdy ho Jindřich zachrání ze spárů Kumánů, což je začátkem postupného zlepšování jejich vztahu. Jindřich je pak vyšetřovatelem u Neuhofského masakru, kdy byl tamější dvůr přepaden hordou lapků, kteří bez varování povraždili místní obyvatele a koně. Jindřich zjišťuje, že lapkové i Kumáni mají svůj tábor v Přibyslavicích, opuštěné vesnici dříve patřící panu Divišovi. Racek se proto rozhodne na Přibyslavice zaútočit. Na konci bitvy se Jindřich utká s Prckem, kterého sice porazí, ale dříve než mu prozradí, kde se jeho meč nachází, ho Jindra v zápalu boje umlátí.
Místo klidu a míru v kraji však dojde k dalšímu masakru, tentokrát v Mrchojedech, místním se podaří útok odrazit a dokonce zajmout jednoho z banditů. Toho pak Jindřich vyslýchá a dozvídá se o padělání mincí, kterými jsou lapkové a Kumáni placeni. Ve snaze zjistit co nejvíce se chce Jindřich nechat naverbovat bandity. Jediný způsob, jak jim dokázat své schopnosti a přidat se do jejich společnosti, je najít v Sázavském klášteře zrádce, jenž od nich utekl, a zabít ho. Podle rozhodnutí hráče tak Jindřich buď učiní, nebo se s dotyčným domluví. V každém případě od něho získává kostku, kterou banditům předá jako důkaz, že se ho zbavil. Oni ho k sobě přijmou a dovedou do tábora na Vraníku. Jindřich se zde nečekaně setká s vůdcem těchto lapků, kterým je Ištván Tóth. Ten ho na Vraníku uvězní a prozradí mu, že jeho skutečným otcem je Racek Kobyla, který za něho jistě zaplatí bohaté výkupné. Je však v noci zachráněn jedním z banditů, který sám z Vraníku utíká. Oba se znali ještě ze Skalice a tak se mu rozhodl pomoct.
Jindřich pak vše nahlásí Rackovi, Hanušovi a Divišovi. Ti se rozhodnou zakročit a dobýt Vraník. Tam v bitvě pobijí téměř všechny lapky, až na Ištvána a pár jeho mužů, těm se podaří utéci na Talmberk, který je v tu chvíli naprosto nehlídán. Štěpánka, Divišova žena, je tak v samé nevědomosti pustí dovnitř do hradu. Racek, Diviš a Hanuš chtějí Talmberk dobýt zpět. Racek v zápalu prvního útoku vtrhne přímo do hradu, kde je ovšem poražen, a Ištván tak má dva rukojmí – Štěpánku a Racka. Diviš s Hanušem chtějí začít hrad obléhat pomocí praku. Nejdřív ale musí Jindřich přesvědčit Konráda Kyesera, který má v Sázavě jiné pracovní závazky, aby prak postavil.
Po úspěšném zkonstruování obléhacího stroje začnou s obléháním. Dovnitř se dostanou, Hanuš s Divišem Ištvánovi slíbí, že pokud opustí kraj, nebudou ho pronásledovat. Ištván Štěpánku propustí a se svými kumpány a Jindřichovým mečem odjede, jako pojistku dodržení slibu s sebou vezme Racka, kterého propustí až před Skalicí. Jindřich s Janem Ptáčkem za nimi neprodleně vyrazí, aby Racka vyzvedli. Ten poté Jindřichovi říká pravdu o jeho původu. Je jeho otcem, ale nemohl se oženit s obyčejnou poddanou (Jindřichovou matkou), a proto se domluvil s Martinem, který ho vychoval, sám však z Jindřicha po celou dobu nespustil oči.
Do Ratají přijíždí markrabě Jošt, který s Rackem, Divišem a Hanušem hovoří o situaci v zemi ve snaze najít společnou řeč a pomoc v řešení situace v zemi. Nakonec je Jan Ptáček spolu s Jindřichem vyslán na hrad Trosky za panem Bergovem, spojencem Zikmunda, s poselstvím, aby zjistili jak se k situaci staví Panská jednota. Pro Jindřicha ale osobním cílem stále zůstává jak pomsta markraběti von Aulitz, tak i získání otcova meče zpět.

## Vývoj a vydání
Název titulu, Kingdom Come: Deliverance, byl spolu s prvním teaserem odhalen 18. prosince 2013 po téměř jeden a půl ročním vývoji. V lednu 2014 oznámily Warhorse Studios, že se jim nepodařilo sehnat vydavatele. Potřebné peníze na vývoj hry se tak pokusilo sehnat přes platformu Kickstarter, při jejímž spuštění byl vydán také plnohodnotný trailer. Cílem kampaně bylo vybrat 300 000 liber (tato částka měla představovat jen malou část rozpočtu hry, účelem bylo hlavně zjistit, zda o hru bude zájem), které byly k překvapení vývojářů vybrány během 36 hodin. Po tomto úspěchu vývojáři přidali seznam cílů, kterých by rádi dosáhli, a jaké věci udělají, bude-li cíl splněn. Nakonec se podařilo na Kickstarteru vybrat 1 106 371 liber, v přepočtu 36 milionů korun. To z Kingdom Come činí 12. nejúspěšnější videoherní kampaň na této platformě. Celkové náklady na vývoj hry podle magazínu Forbes činily 750 milionů korun, toto ale rozporoval Daniel Vávra v rozhovoru na kanále Real Talk. Reálný rozpočet byl blíže 400 milionům korun.
Na konci října 2014 vyšla alfa verze pro hráče, kteří na hru přispěli alespoň 25 liber přes stránku Kickstarter. Alfa-verze byla v tehdejší době dostupná pro hráče v programu Steam po před-zakoupení hry přes obchod firmy Warhorse. Beta verze vyšla 3. března 2016. Vydávání aktualizovaných beta verzí bylo ukončeno k 17. srpnu 2017, aby se vývojáři mohli soustředit už jen na finální verzi.
Hra původně měla být rozdělena na tři epizody, dohromady o 70 hodinách herního času, ale později autoři tento záměr opustili a slíbili vydat hru s uzavřeným příběhem. Při jejím vývoji byl použit CryEngine.
Kingdom Come: Deliverance po dlouhých peripetiích získalo vydavatele, rakouskou společnost Deep Silver, a vyšlo 13. února 2018 ve variantách pro Windows a konzole PlayStation 4 a Xbox One. Kromě standardní edice hry byla při jejím vydání k dispozici i sběratelská a prémiová verze.
V březnu 2024 vyšla verze hry pro Nintendo Switch, jejíž port mělo na starost externí studio Saber Interactive.

### Lokalizace
Kingdom Come: Deliverance vyšlo původně jen s anglickým, francouzským a německým dabingem. Český fanouškovský dabing vyšel  na platformě PC k výročí od vydání hry 13. února 2023. Vytvořila jej sice komunita fanoušků, ale vyšel oficiální cestou. Spolu s češtinou pak vyšel ve stejný den i japonský dabing. V březnu 2024 vyšel český dabing také pro Nintendo Switch.
Ve hře jsou dostupné také titulky ve španělštině, portugalštině, italštině, polštině, ruštině, ukrajinštině, čínštině, korejštině a turečtině.

### Stahovatelný obsah
Pro hru vyšla čtyři rozšíření: Kolonizace (From the Ashes, 5. července 2018), Milostné dobrodružství bodrého rytíře Pana Jana Ptáčka (The Amorous Adventures of Bold Sir Hans Capon, 16. října 2018), Kunovi harcíři (Band of Bastards, 5. února 2019) a Úděl ženy (A Woman's Lot, 28. května 2019).

## Přijetí

### Kritika
| Udělil        | Skóre  | Skóre  | Skóre    |
| Udělil        | PC     | PS4    | Xbox One |
| ------------- | ------ | ------ | -------- |
| IGN           | 7,5/10 | N/A    | N/A      |
| Doupě.cz      | 4,5/5  | N/A    | N/A      |
| Games.cz      | 8/10   | N/A    | N/A      |
| Hrej.cz       | 4/5    | N/A    | 3/5      |
| Czechgamer.cz | 81 %   | N/A    | N/A      |
| Bonusweb.cz   | 90 %   | N/A    | N/A      |
| Xboxweb.cz    | N/A    | N/A    | 8/10     |
| PCtuning.cz   | 9/10   | N/A    | N/A      |
| Refresher     | N/A    | 7,5/10 | N/A      |
| Vyťukej.cz    | N/A    | 62 %   | N/A      |
| Cnews.cz      | 90 %   | N/A    | N/A      |

Doupě.cz (13. února 2018)
„Díky skvělému designu má hra vynikající historickou atmosféru, kterou doplňují další dvě speciality. Jednak kodex s různými informacemi o historii, ať se to týká šlechtických rodů či lokalit. Velký vliv na atmosféru má také soundtrack, který se velice povedl a přizpůsobuje se místům a situacím. Nebojím se prohlásit, že každá lokace má své výjimečné kouzlo a působí alespoň trošku odlišně. Hra se rozhodně povedla, za což jsme po tolika letech nesmírně rádi a svým způsobem i hrdí. Naše výtky se zaměřují spíše na drobnosti, které vývojářům zabrání v dosažení maximálního hodnocení, ale neodradí nás od toho, abychom hru doporučili každému, koho zajímá středověk.“
Games.cz (14. února 2018)
„Kingdom Come: Deliverance je jiná hra. Ve svém rozváženém tempu je neskutečně pohlcující, může se pochlubit maniakálně propracovaným zpracováním středověkých reálií a naprosto věrnou atmosférou, řadou dovedně postavených questů a, až si na něj zvyknete, fantastickým bojovým systémem. V kostře příběhu je o něco víc klišé, než by muselo být, ale hlavní problém se skrývá v technickém stavu. Hra je však natolik výpravným, rozsáhlým, odlišným a svěžím zážitkem, že nad občasným bugem není zas takový problém prostě mávnout rukou.“
Hrej.cz (16. února 2018)
„Skvělá hra plná nápadů, která umí chytit a už nepustit. Momentálně však úpí pod tíhou mnoha nepříjemných bugů. Pokud je autoři zvládnou v budoucnu vychytat, půjde o naprosto zásadní titul v historii RPG žánru.“
Czechgamer.cz (13. února 2018)
„Ač to není úplný masterpiece, jak by si leckdo přál, a můžete být ze začátku zklamaní, dejte tomu šanci. Skvělý RPG systém se spoustou zajímavých a běžně nevídaných mechanik a výborně napsaný příběh vás u hry udrží navzdory tomu, že z technické stránky jsme čekali víc. A kde jinde se můžete projíždět na koni po českých loukách? Nikde.“
IGN (CZ&SK) (16. února 2018)
„Zatím jde o sedlákovu potrhanou sváteční košili, která má šanci se stát noblesní róbou šlechtičny. Stačí jen najít správnou švadlenu.“
Bonusweb.cz (20. února 2018)
„Warhorse se podařilo narušit léta zažitý status quo a ukázat, že i v ranku velkých a drahých her je prostor pro osobitost. Že není nutné se za každou cenu podbízet aktuálním trendům a že když má hra duši, dá se mávnout rukou nad řadou chybek, nedodělků a špatných designových rozhodnutí. Kingdom Come sice nedává všechny své trumfy zadarmo, ale to neznamená, že jich nemá plnou ruku.“
Xboxweb.cz (19. února 2018)
„I přes všechny nedostatky se mi Kingdom Come: Deliverance líbilo a moc jsem si ho užil. Má své mouchy a chybky, které však vývojáři jistě časem dokáží odstranit, takže převažovat bude to pozitivní, jako báječný příběh, soubojový systém a české prostředí včetně detailního popisu dějin v kodexu. Pokud přistoupíte na pravidla, která před vás vývojáři postavili, máte před sebou zábavu na desítky hodin. Česká mise je rozhodně splněna a já doufám, že se hře povede i v prodejích, a nakonec se jí dostane uznání, jaké bezesporu zaslouží.“
PCtuning.cz (17. února 2018)
„V podstatě povinnost pro každého Čecha :)“
Refresher (20. února 2018)
„Kingdom Come: Deliverance je v jádru nesmírně komplexní a na detaily bohaté RPG, které by žádný fanoušek žánru, obzvláště ten český a slovenský, neměl minout.“
Vyťukej.cz (13. února 2018)
„Kingdom Come: Deliverance zůstává spíše jako příslib něčeho většího, bohužel jsou tu fakta, která hru naprosto ničí. Je to všudypřítomný realismus, který nebude pro každého a zcela upřímně hru zničil od základů.“
Cnews.cz (25. prosince 2018)
„Kdybych měl KCD ohodnotit číslem, dám 90 %. Na debut nového studia, byť založeného zkušenými lidmi, je to skvělý výsledek.“
Gaming Professors (30. listopadu 2021) 
„Kingdom Come: Deliverance je úžasná hra s fantastickým zpracováním a dechberoucí grafikou. Jedná se o perfektní RPG, které se drží reálného světa a historických přesností. Díky příběhu, množství vedlejších úkolů a aktivit se ze hry stane žrout vašeho volného času, protože vás jednoduše pohltí. Někomu jen nemusí plně vyhovovat originální soubojový systém, který je ze začátku poměrně složitý. Když však hře věnujete pár hodin ze svého času a dovolíte jí, aby vás plně povedla základy hratelnosti, dostanete velkolepý zážitek ve světě, od kterého se nebudete chtít odtrhnout.“

### Prodeje
Počet předobjednávek Kingdom Come: Deliverance činil přes 100 tisíc kopií. Hry se dva dny po jejím vydání, 15. února 2018, prodalo více než 500 tisíc kopií a 22. února prodeje přesáhly milion kopií. Dne 13. února 2019 Warhorse Studios oznámily, že se celkem na všech platformách prodalo přes 2 miliony kusů; více než polovina se prodala na osobních počítačích a zbytek pak na konzolích PlayStation 4 a Xbox One. Do 1. července 2021 prodal titul 4 miliony kopií. Dne 13. února 2024, 6 let po vydání hry, studio oznámilo, že se celkem prodalo 6 milionů kopií. Dne 4. listopadu 2024 oznámilo studio, že bylo prodáno více než 8 milionů kopií.

### Ocenění a nominace
Hra získala ocenění Česká hra roku 2020 za herní design, technologické řešení a hru dekády. V anketě Křišťálová Lupa 2014 se hra umístila na 3. místě v kategorii Globální projekty českých tvůrců. Na německém Gamescomu 2017 byla oceněna nejlepší PC hrou na veletrhu.
| Rok  | Ocenění/ Místo konání                                                | Kategorie                                    | Příjemce (příjemci)       | Výsledek  | Ref.          |
| ---- | -------------------------------------------------------------------- | -------------------------------------------- | ------------------------- | --------- | ------------- |
| 2017 | Game Critics Awards                                                  | Best RPG                                     | Kingdom Come: Deliverance | nominace  | [ 47 ]        |
| 2017 | Gamescom                                                             | Best PC Game                                 | Kingdom Come: Deliverance | vítězství | [ 48 ]        |
| 2018 | Golden Joystick Awards                                               | PC Game of the Year                          | Kingdom Come: Deliverance | nominace  | [ 49 ]        |
| 2018 | Mezinárodní festival filmové hudby a multimédií Soundtrack Poděbrady | Zvláštní cena za úspěch v oblasti multimédií | Jan Valta a Adam Sporka   | vítězství | [ 50 ] [ 51 ] |
| 2018 | Central and Eastern European Game Awards                             | Best Game                                    | Kingdom Come: Deliverance | nominace  | [ 52 ]        |
| 2018 | Central and Eastern European Game Awards                             | Technology                                   | Kingdom Come: Deliverance | nominace  | [ 52 ]        |
| 2018 | Central and Eastern European Game Awards                             | Narrative                                    | Kingdom Come: Deliverance | vítězství | [ 52 ]        |
| 2018 | Gamers' Choice Awards                                                | Fan Favorite Role Playing Game               | Kingdom Come: Deliverance | nominace  | [ 53 ]        |
| 2018 | Titanium Awards                                                      | Best Role-Playing Game                       | Kingdom Come: Deliverance | nominace  | [ 54 ]        |
| 2018 | Australian Games Awards                                              | RPG of the Year                              | Kingdom Come: Deliverance | nominace  | [ 55 ]        |
| 2018 | MundoBSO                                                             | Mejor BSO Juego o Videojuego                 | Jan Valta a Adam Sporka   | nominace  | [ 56 ]        |
| 2019 | Player's Awards                                                      | Game of the Year                             | Warhorse Studios          | nominace  | [ 57 ]        |
| 2019 | Player's Awards                                                      | Game Story of the Year                       | Warhorse Studios          | nominace  | [ 57 ]        |
| 2019 | Player's Awards                                                      | RPG Game of the Year                         | Warhorse Studios          | vítězství | [ 57 ]        |
| 2019 | Player's Awards                                                      | PC Game of the Year                          | Warhorse Studios          | vítězství | [ 57 ]        |
| 2019 | Player's Awards                                                      | Czech-Slovak Game of the Year                | Warhorse Studios          | vítězství | [ 57 ]        |
| 2019 | Player's Awards                                                      | Game Soundtrack of the Year                  | Warhorse Studios          | nominace  | [ 57 ]        |
| 2019 | Česká hra roku                                                       | Cena pro vývojáře – Hlavní cena              | Warhorse Studios          | nominace  |               |
| 2019 | Česká hra roku                                                       | Cena herních novinářů                        | Warhorse Studios          | nominace  |               |
| 2019 | Česká hra roku                                                       | Cena youtuberů                               | Warhorse Studios          | vítězství |               |
| 2019 | Česká hra roku                                                       | Audiovizuální provedení                      | Warhorse Studios          | nominace  |               |
| 2019 | Česká hra roku                                                       | Nejlepší herní design                        | Warhorse Studios          | vítězství |               |
| 2019 | Česká hra roku                                                       | Nejlepší technologické zpracování            | Warhorse Studios          | vítězství |               |
| 2020 | Česká hra roku                                                       | Česká hra dekády                             | Warhorse Studios          | vítězství | [ 58 ]        |

## Kontroverze
Někteří zahraniční fanoušci a aktivisté kritizovali skutečnost, že se ve hře neobjevují žádní černoši ani příslušníci jiných ras, s výjimkou Kumánů, kteří jsou vyobrazeni jako násilníci. Studio Warhorse odpovědělo, že „Cizí rasy jsme vyřadili jen proto, že v Čechách tehdy prostě nebyly. To je celé. Nebo lépe: byly, ale velmi zřídka.“ Nacházeli se ve větších českých městech, ovšem pořád ne ve velkém počtu.

## Adaptace
V říjnu 2020 americký magazín Variety uvedl informace o zvažované hraní adaptaci Kingdom Come: Deliverance, na níž by se měly podílet Warhorse Studios společně s americkou produkční firmou Wild Sheep Content, založenou bývalým manažerem Netflixu Erikem Barmackem. V roce 2024 však vyšla jen čtyřdílná série online videí Kingdom Come: Deliverance II Official Live Action na YouTube kanálu Warhorse Studios, ve které se ukázali Tom McKay a Luke Dale, tedy představitelé hlavního hrdiny Jindřicha a Jana Ptáčka.

## Galerie

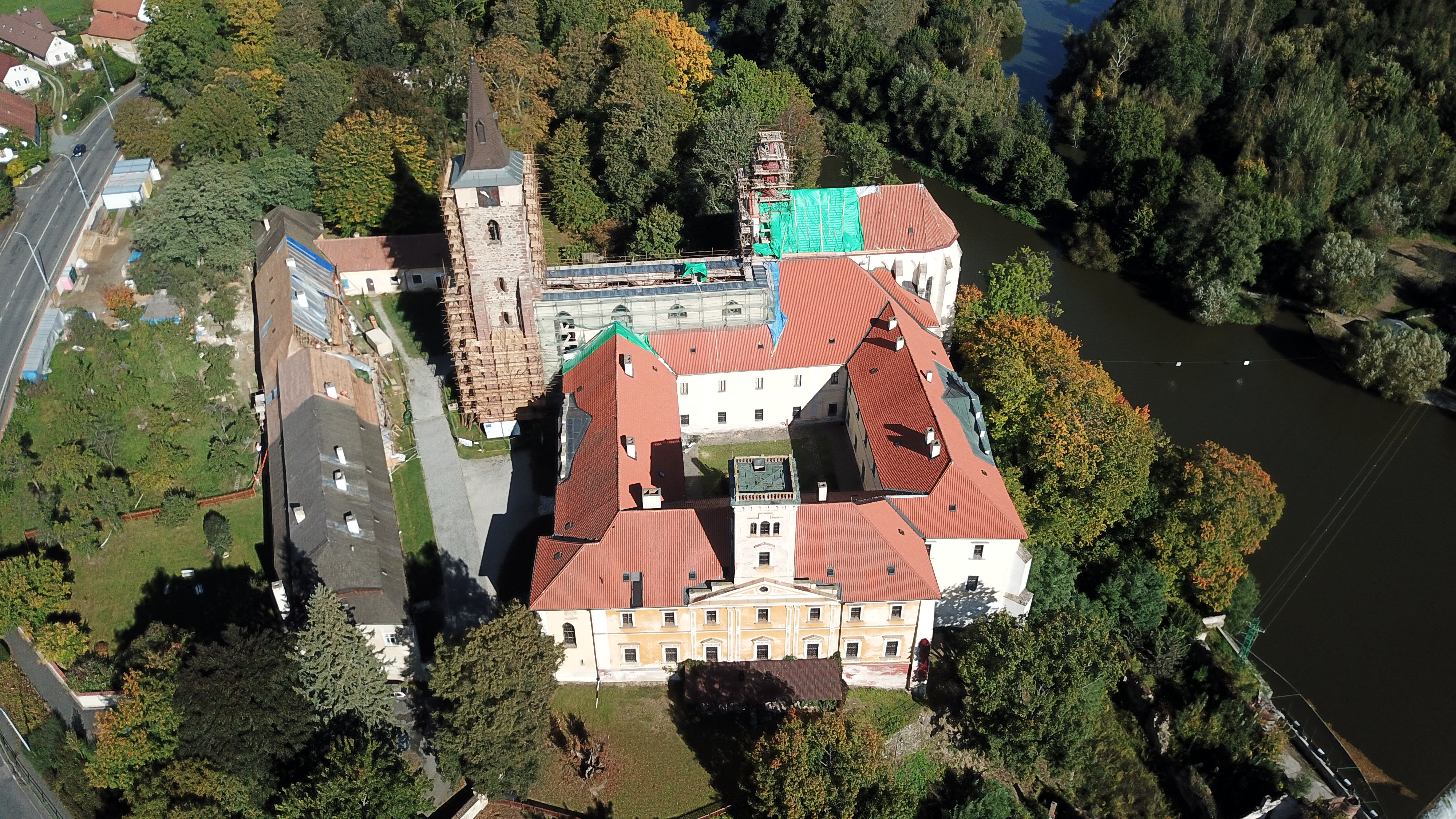
Letecký pohled na Sázavský klášter (2019)
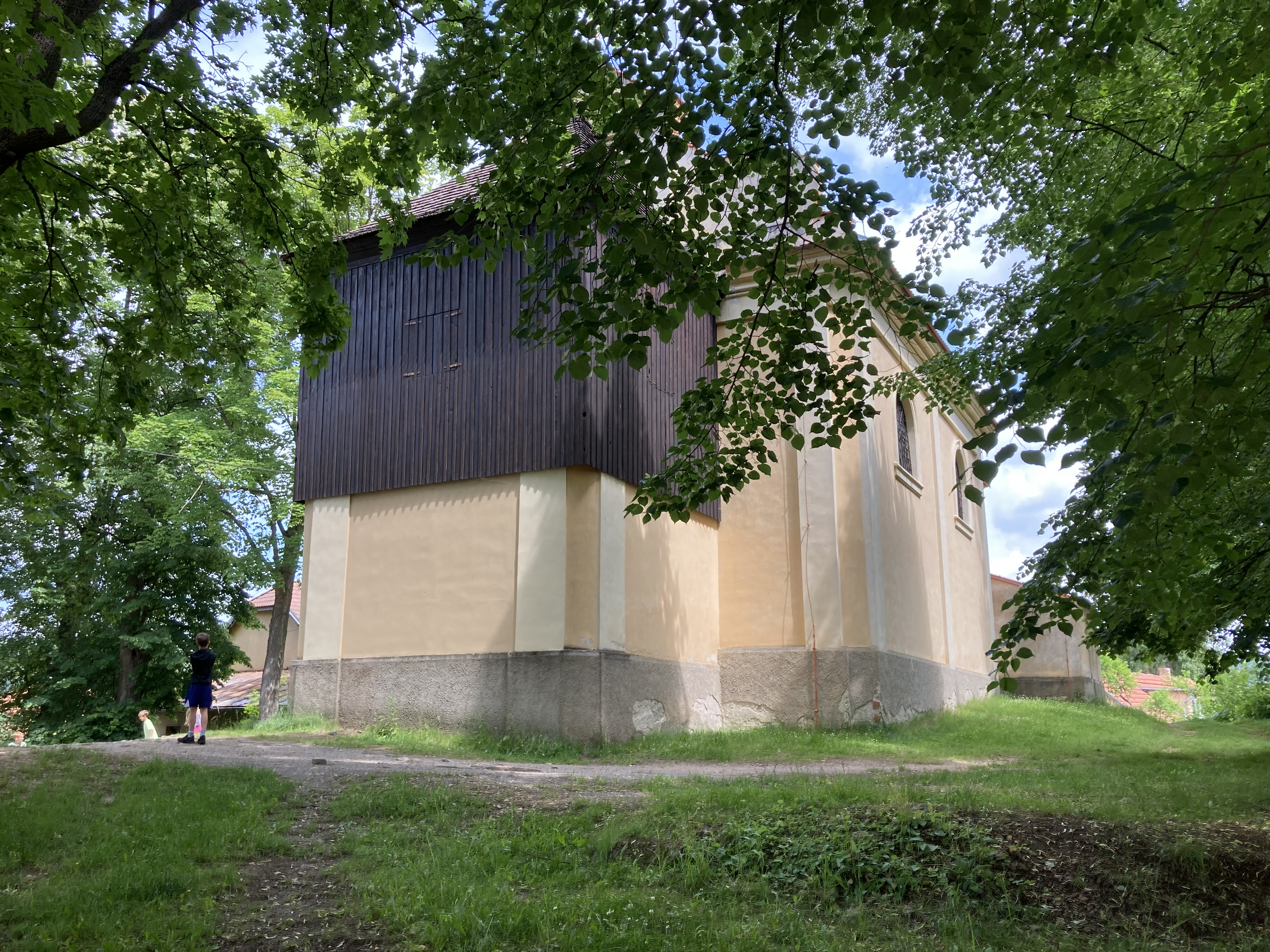
Přibližné místo ve Skalici, kde stál hrad pana Racka Kobyly (2023)
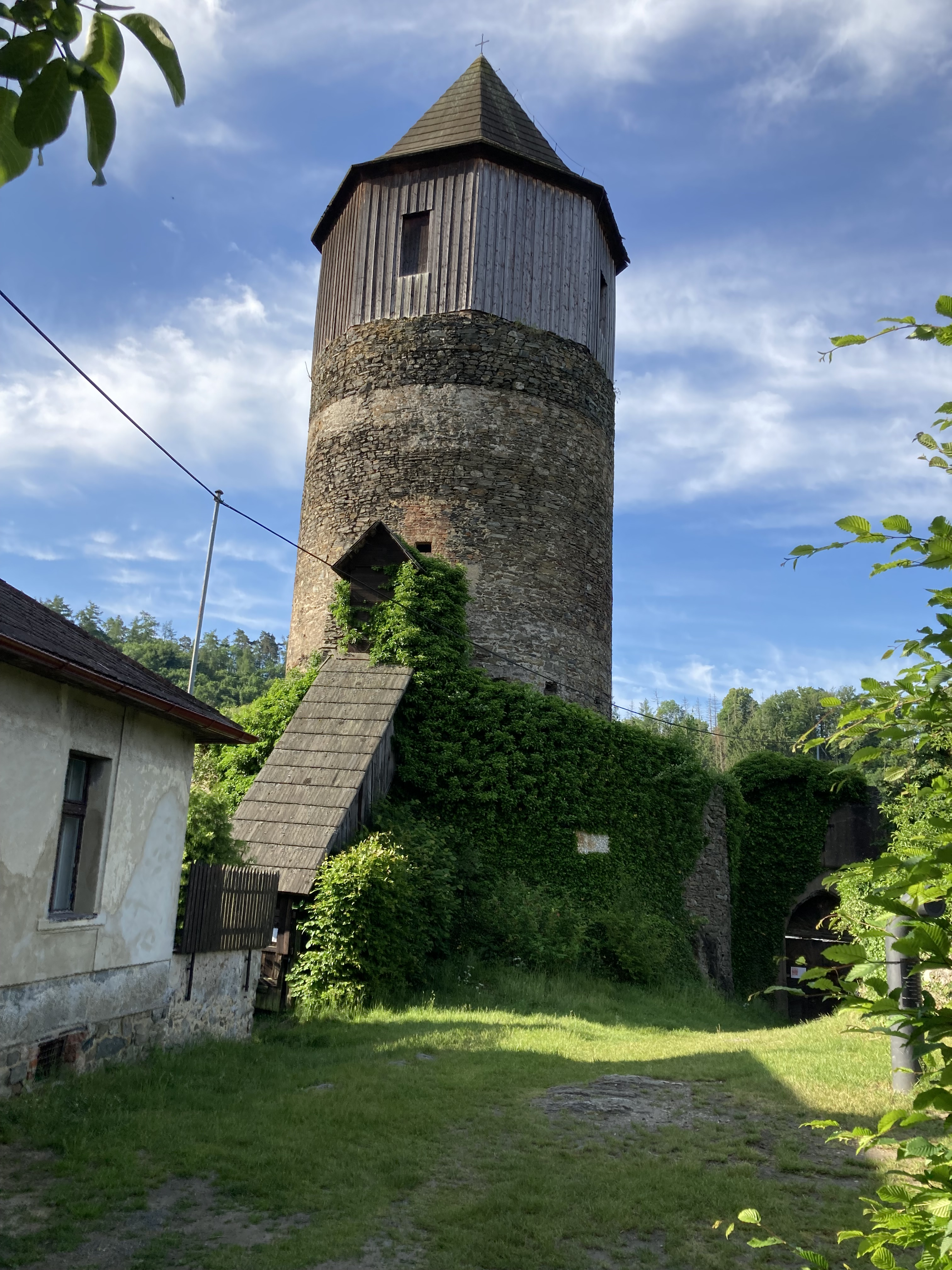
Věž hradu v Ratajích, obydlí pana Ptáčka (2023).
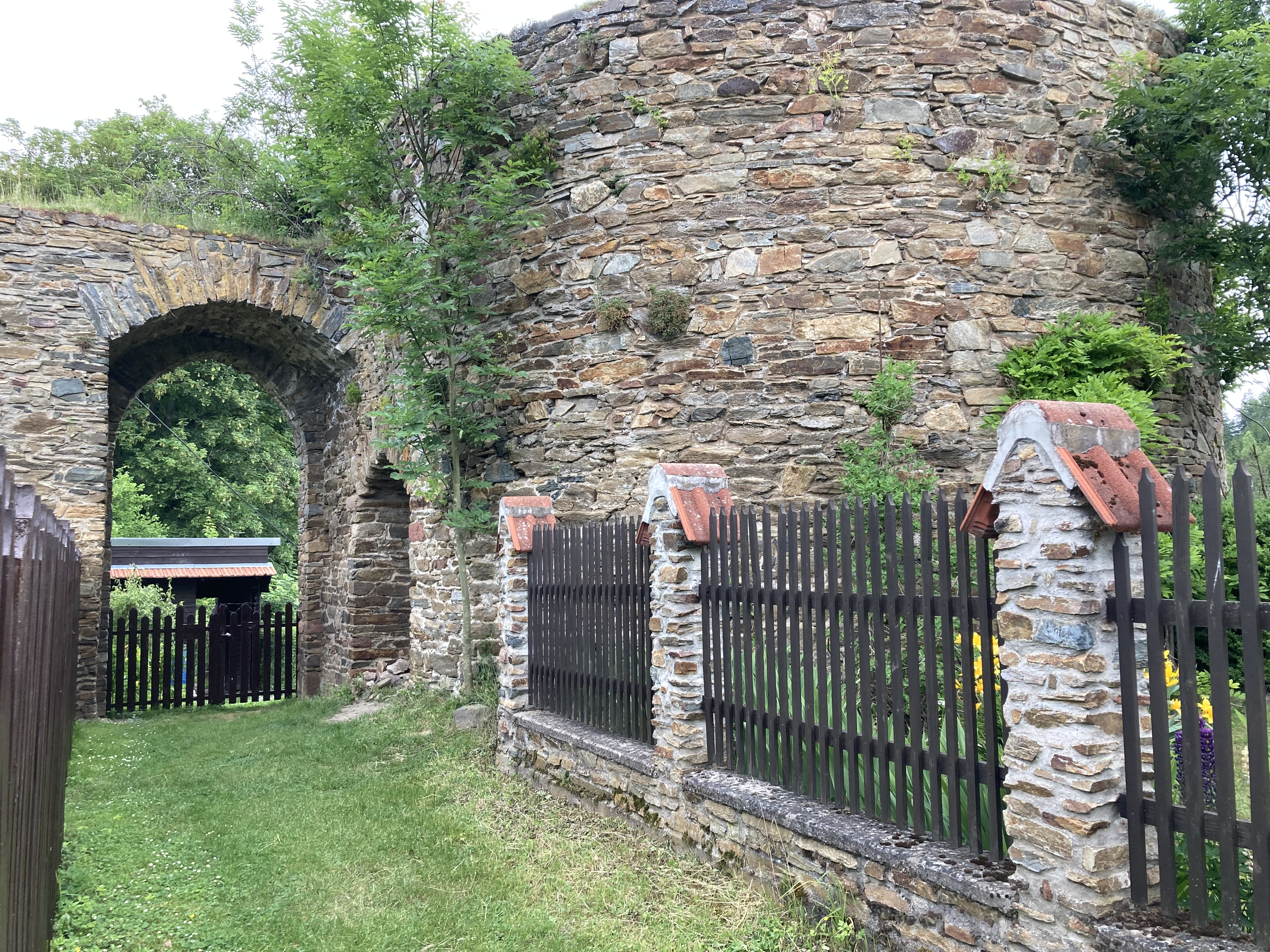
Zachované torzo věže hradu Talmberk (2023)